# Kętrzyno
Kętrzyno (deutsch Kantrschin, früher Kantrzinno, 1942 bis 1945 Kontenau; kaschubisch Kãtrzëno) ist ein Ort in der polnischen Woiwodschaft Pommern. Er gehört zum Verwaltungsbezirk Gmina Linia (Landgemeinde Linde) im Powiat Wejherowski (Neustädter Kreis).

## Geographische Lage
Das Dorf liegt im Grenzgebiet zwischen Hinterpommern und dem ehemaligen Westpreußen, in der Kaschubei, etwa 28 Kilometer südwestlich der Kreisstadt Wejherowo (deutsch Neustadt in Westpreußen) sowie 14 Kilometer südöstlich der  Nachbarstadt Lauenburg in Pommern.

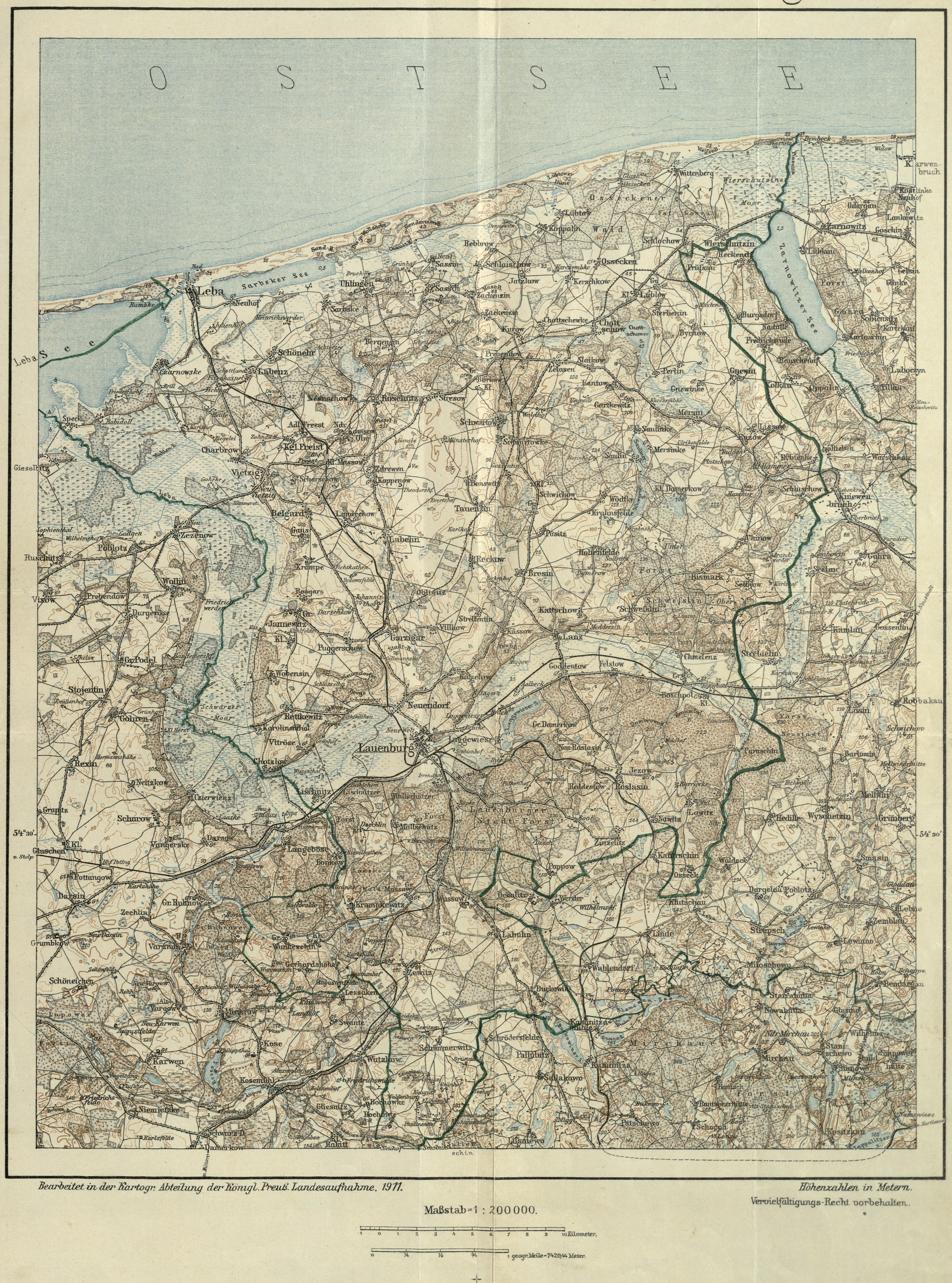
Kantrschin, an der Grenze zwischen Hinterpommern und Westpreußen, südöstlich der Stadt Lauenburg in Pommern und nördlich des Dorfs Linde, auf einer Landkarte von 1911

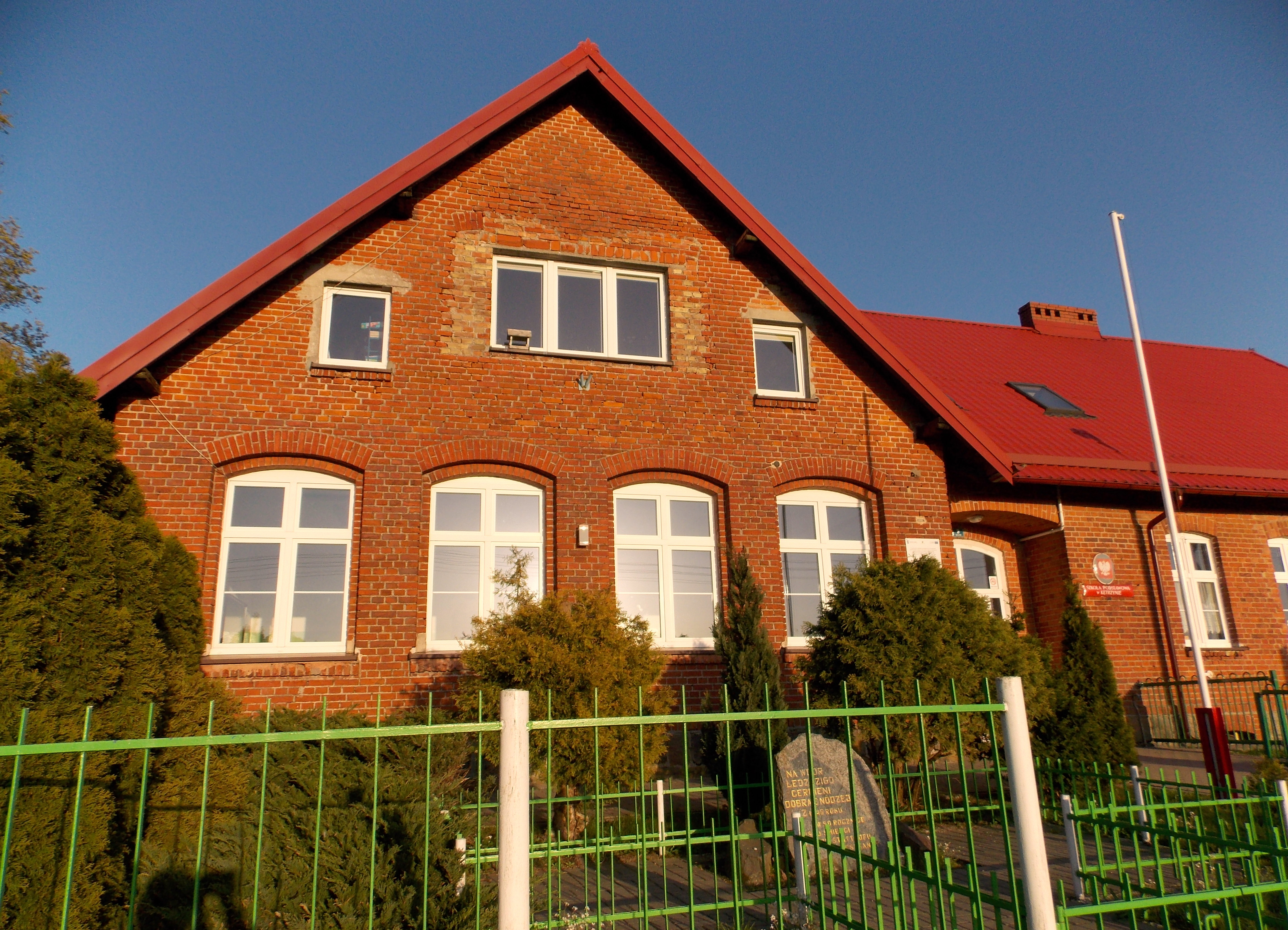
Grundschule (2019)

|  |

## Geschichte
Das Dorf war ursprünglich ein Gutsbezirk. Auf den Kopenhagener Wachstafeln kommt 1401 die Ortsbezeichnung Kontrsin vor, sonst Kantrsin.
Um 1783 war Kantrzyno oder Kentrczyno  ein aus neun  Vorwerken bestehender adliger Gutsbezirk mit elf Feuerstellen (Haushaltungen) und neun adligen Besitzern.
Als am 21. März 1874 der Amtsbezirk Ockalitz im Kreis Neustadt in Westpreußen gebildet wurde, wurde der Gutsbezirk Kantrschin ein Teil desselben. Wenige Tage später – am 27. April 1874 –  wurde der Gutsbezirk Kantrschin in eine Landgemeinde umgewandelt. Der Amtsbezirk Ockalitz wurde nach 1908 in Amtsbezirk Zewitz umbenannt.
Zum Dorf Kantrschin gehörte der Wohnplatz Bahnhof Kantrschin. Als der Streckenabschnitt von Karthaus  nach Lauenburg in Pommern der Bahnstrecke Praust–Leba am 4. Oktober 1905 eröffnet wurde, wurde Kantrschin Bahnstation.
Als nach dem Ersten Weltkrieg der Versailler Vertrag 1919 die Verlegung des sogenannten Polnischen Korridors durch deutsches Reichsgebiet vorsah, musste fast der gesamte Kreis Neustadt an Polen abgetreten werden. Am 10. Januar 1920 wurde auch der Amtsbezirk Zewitz an Polen abgetreten, und seine Orte dem Powiat Wejherowski zugeordnet. Die Bahnstrecke von Karthaus nach Lauenburg wurde zwischen Nawitz und Kantrschin geschlossen und teilweise sogar demontiert. Das änderte sich erst wieder im Jahre 1939.
1939 wurde das Gebiet wieder dem deutschen Reichsgebiet, jetzt dem Reichsgau Danzig-Westpreußen, eingegliedert. Am 24. Oktober 1940 wurde der Amtsbezirk Linde  gebildet, der am 25. Juni 1942 in Amtsbezirk Linde, Kreis Neustadt (Westpr.) umbenannt wurde. Kantrschin wurde am 25. Juni 1942   in Kontenau umbenannt.
Gegen Ende des Zweiten Weltkriegs wurde Westpreußen im Frühjahr 1945 von der Roten Armee besetzt. Bald danach wurde die Region von der Sowjetunion der Volksrepublik Polen zur Verwaltung überlassen. Es begann anschließend die Zuwanderung polnischer Zivilisten, die noch anwesende deutsche Dorfbewohner aus ihren Häusern und Gehöften drängten. Der Ortsname Kantschrin resp. Kontenau wurde zu „Kętrzyno“ polonisiert.  In der Folgezeit wurden die deutschen  Einwohner von der polnischen Administration vertrieben.
Das Dorf gehört zum Verbund der Landgemeinde Linia (Linde) im Powiat Wejherowski, jetzt in der Woiwodschaft Pommern gelegen.

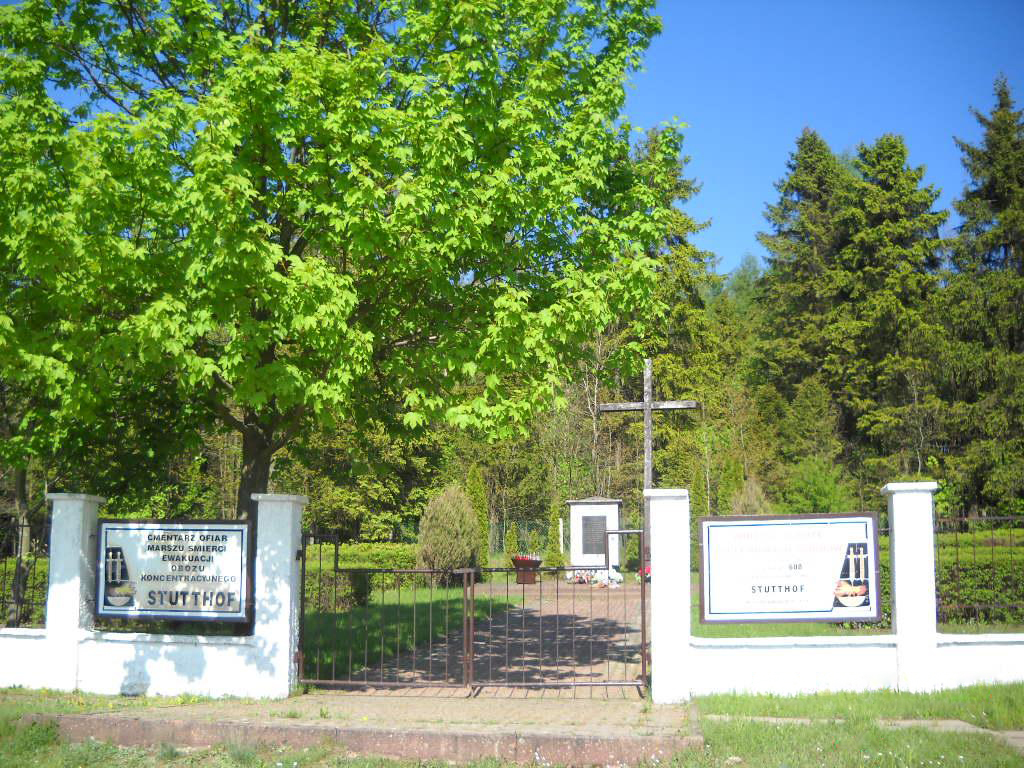
Friedhof für die Toten des Todesmarsches vom KZ Stutthof/April 1945

Ein Friedhof erinnert an der Straße von Kętrzyno nach Nawcz (Nawitz) an den Todesmarsch vieler Häftlinge aus dem Konzentrationslager Stutthof bei Danzig.

### Demographie
| Jahr | Einwohner | Anmerkungen                                                          |
| ---- | --------- | -------------------------------------------------------------------- |
| 1818 | 52        | Dorf, adlige Besitzung; davon fünf Lutheraner und 47 Katholiken      |
| 1852 | 193       | Dorf                                                                 |
| 1864 | 242       | am 3. Dezember, Gutsbezirk                                           |
| 1867 | 321       | am 3. Dezember, Gutsbezirk                                           |
| 1871 | 322       | am 1. Dezember, Gutsbezirk, davon 32 Evangelische und 290 Katholiken |
| 1910 | 413       | am 1. Dezember, Gemeindebezirk                                       |

## Verkehr

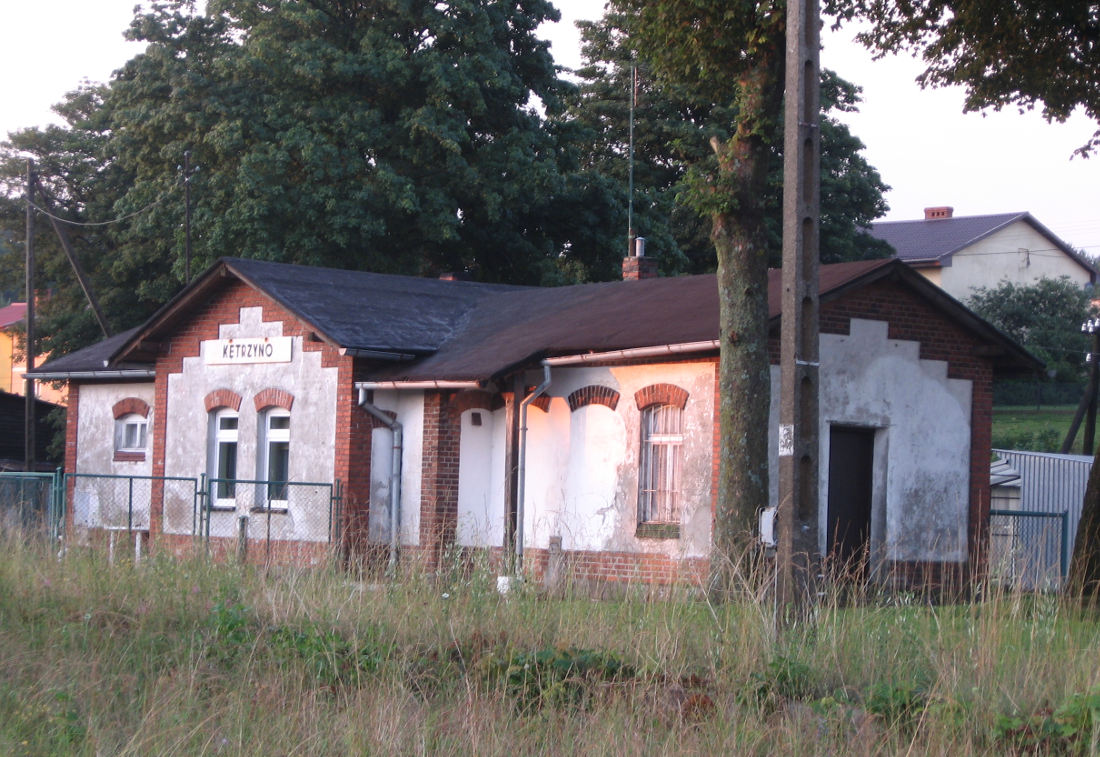
Bahnstation (2012)

Kętrzyno liegt an einer verkehrsarmen Nebenstraße, die Nawcz (Nawitz) mit Osiek (Osseck) verbindet. Im Jahre 1905 wurde das Dorf Bahnstation an der Bahnstrecke Praust–Lebau, die heute jedoch nur noch zwischen Lębork (Lauenburg in Pommern) befahren wird.

## Persönlichkeiten
- Wojciech Kętrzyński (1838–1918), als Adalbert von Winkler in Lötzen  geboren, Historiker und langjähriger Direktor des Ossolinski-Nationalinstituts[14]  in Lemberg, änderte seinen Vor- und Nachnamen in „Wojciech Kętrzyński“, als er von seiner polnischen Herkunft und seinem früheren Familiennamen erfahren hatte: er entstammte einer polnischen Adelsfamilie aus dem kaschubischen Dorf Kantrschin  bei Neustadt in Westpreußen.[15] Wojciech Kętrzyński gilt als Begründer der polnischen Masurenforschung.

Die ostpreußische Stadt Rastenburg – von 1945 bis 1946 Rastembork genannt – wurde am 7. Mai 1946 nach Wojciech Kętrzyński in „Kętrzyn“ umbenannt und dort noch im gleichen Jahr das Wojciech Kętrzyński-Museum eröffnet.